# Адам Готтлоб Мольтке
Адам Готтлоб фон Мольтке (дан. Adam Gottlob von Moltke; 10 листопада 1710—25 вересня 1792) — данський політик, придворний, дипломат і фаворит короля Данії Фредеріка V.

## Біографія
Мольтке народився 10 листопада 1710 року в маєтку Разенхоф у Мекленбурзі в сім'ї данського офіцера, німця за походженням, підполковника Йохіма фон Мольтке та Магдалини Софі фон Хофман.
У 1722 році Мольтке приїхав до Копенгагена, щоб стати пажем кронпринца Фредеріка при дворі Крістіана VI. Після сходження Фредеріка V на престол після смерті батька, Мольтке отримав чин гофмаршала і з ним маєток Брегентвед у Хаслеві. 1750 року фон Мольтке став графом.
Фон Мольтке був значною персоною при дворі Фредеріка V. Він був не тільки обер-гофмаршалом, а й головою Стокгольмського банку, Ост-Індської та Вест-Індської компаній, госпіталю Фредеріка, Аграрної Академії та Данської королівської академії образотворчих мистецтв. У Німеччині граф був членом Леопольдини. Також Мольтке був кавалером ордену Данеброг та ордену Слона (1752).
Після смерті Фредеріка в 1766 році фон Мольтке втратив колишню владу і повернувся до свого маєтку Брегентвед. Його мемуари, написані німецькою мовою та опубліковані у 1870 році, мають велике історичне значення.